# Ludmiła Ostrogórska
Ludmiła Bronisława Ostrogórska (ur. 16 listopada 1950 w Drawsku Pomorskim) – polska rzeźbiarka, w latach 2008–2016 rektor ASP w Gdańsku.

## Życiorys
Od 1969 studiowała w gdańskiej Państwowej Wyższej Szkole Sztuk Plastycznych (obecnie ASP). Dyplom uzyskała w 1974 w pracowni prof. Franciszka Duszeńki. Od 1976 jest pracownikiem naukowo-dydaktycznym macierzystej uczelni, od 1981 w Pracowni Medalierstwa i Małych Form, którą od 2001 prowadzi na Wydziale Rzeźby i Intermediów. W latach 1993–2001 prowadziła Pracownię Rysunku i Malarstwa dla studentów I i II roku Wydziału Rzeźby. W 2002 roku uzyskała tytuł profesora sztuk plastycznych. W latach 1999–2005 była dziekanem Wydziału Rzeźby, 2005–2008 prorektorem do spraw studenckich, 2008–2016 rektorem gdańskiej ASP. 
W swoim dorobku artystycznym ma udział w wielu wystawach w kraju i zagranicą.
Żona Jerzego Ostrogórskiego, profesora ASP, matka Michała (ur. 1974).

## Ordery i odznaczenia
- Krzyż Kawalerski Orderu Odrodzenia Polski (2 czerwca 2016)[7]
- Srebrny Medal „Zasłużony Kulturze Gloria Artis” (8 grudnia 2020)[8]

## Nagrody
- Honorowa Nagroda Gdańskiego Towarzystwa Przyjaciół Sztuki za osiągnięcia w dziedzinie małych form rzeźbiarskich oraz rzeźby kameralnej (1988)[6][9]
- Honorowa Nagroda Gdańskiego Towarzystwa Przyjaciół Sztuki w dziedzinie kultury i sztuki za nadanie nowego wymiaru działalności Akademii Sztuk Pięknych w Gdańsku oraz dorobek artystyczny (2012)[6]
- Nagroda Prezydenta Miasta Gdańska w Dziedzinie Kultury z okazji jubileuszu 40-lecia pracy twórczej (2017)[10]